# Ankylocythere hamata
Ankylocythere hamata är en kräftdjursart som först beskrevs av Hobbs 1957.  Ankylocythere hamata ingår i släktet Ankylocythere och familjen Entocytheridae. Inga underarter finns listade i Catalogue of Life.